# Enric de Sussex
El Príncep Enric, duc de Sussex nascut Henry Charles Albert David i conegut com a Harry (Londres, 15 de setembre de 1984), és el fill petit del rei Carles III i la difunta Diana de Gal·les, net de la reina Elisabet II del Regne Unit. En el moment del seu naixement era el tercer a la línia de successió al tron britànic, mentre que avui dia es troba a la cinquena posició, després del Duc de Cambridge, del Príncep Jordi, la Princesa Carlota i el Príncep Lluís.
El 19 de maig de 2018 es va casar amb Meghan Markle, i el 6 de maig de 2019 va néixer el seu primer fill Archie Mountbatten-Windsor. El 4 de juny de 2021 va néixer la seva filla Lilibet Diana.

## Títols i tractaments
- 1984-2018: Sa Altesa Reial el Príncep Enric de Gal·les
- 2018-actualitat: Sa Altesa Reial el Duc de Sussex

A més del ducat, els títols de Comte de Dumbarton i Baró Kilkeel també li van ser concedits el dia del seu casament.
El gener de 2020 Megan i ell van comunicar a través de les seves xarxes socials que dimitien de les seves funcions en la família reial britànica, abandonant així els seus privilegis com a membres d'aquesta amb la intenció de treballar per tal de ser financerament independents.